# Gabi Ashkenazi
Gabriel (Gabi) Ashkenazi (en hebreo: גבי אשכנזי), (n. Hagor, 25 de febrero de 1954) es un político y militar israelí. Fue Ministro de Asuntos Exteriores de Israel durante el gobierno unitario israelí liderado por Benjamín Netanyahu y Benny Gantz desde mayo de 2020 hasta junio de 2021. En febrero de 2019 se anunció que sería candidato en las elecciones al parlamento. Es miembro de la Knéset por la coalición Azul y Blanco desde el 30 de abril de 2019.  Es militar con el rango de Rav Aluf. Fue el decimonoveno Jefe de las Fuerzas de Defensa de Israel, Ramatcal (רמטכ"ל) de 2007 a 2011.

## Biografía
Como su predecesor Dan Halutz, Ashkenazi nació el 25 de febrero de 1954 (71 años) en Hagor, un moshav en la región de Sharón en el Distrito Central. El padre de Ashkenazi, un sobreviviente del Holocausto de nacionalidad búlgara, y su madre, una judía siria, ayudaron a fundar la comunidad. Ashkenazi terminó sus estudios en un prestigioso internado militar de Tel Aviv.

### Carrera militar
En 1972 ingresó en la Brigada Golani, entrando en acción por primera vez en el Sinaí durante la guerra de Yom Kipur en 1973. En julio de 1976 desempeñó un importante papel en la Operación Entebbe, una misión para rescatar un grupo de rehenes israelíes capturados en Uganda, pero no participó en el combate que se desató en el Aeropuerto Internacional de Entebbe. La primera de varias experiencias de Ashkenazi en el Líbano fue en 1978 durante la Operación Litani. Ashkenazi fue herido en batalla y se alejó de las Fuerzas de Defensa antes de ser convocado para regresar como Comandante de Batallón dos años después. Durante la Guerra del Líbano de 1982, Ashkenazi sirvió como Comandante Alterno de la Brigada Golani y comandó las fuerzas que tomaron el Castillo Beaufort y las ciudades de Nabatieh y Jabel Baruch. Fue ascendido a Comandante del Golani en 1987 con una gran aceptación de parte de los soldados.
Hasta el 13 de febrero de 2011, se desempeñó como Jefe de las Fuerzas de Defensa de Israel y comandó las acciones de la Operación Invierno Caliente.

### Carrera política
En febrero de 2019, el partido de Resilencia por Israel, Telem y el partido Yesh Atid anunciaron que Ashkenazi se uniría a su lista conjunta para las elecciones de la Knéset de 2019 llamada Azul y Blanco. Ashkenazi fue el número cuatro en la nueva lista de candidatos encabezada por Benny Gantz como uno de los representantes de Resilencia por Israel. En 2020, Ashkenazi fue nombrado Ministro de Asuntos Exteriores como parte del trigésimo quinto gobierno de Israel sucediendo a Israel Katz. Oficialmente prestó juramento el 17 de mayo de 2020, finalizando en su cargo el 13 de junio cuando fue sustituido por Yair Lapid en el nuevo gobierno de Naftali Bennett.